# Bouddhisme au Népal

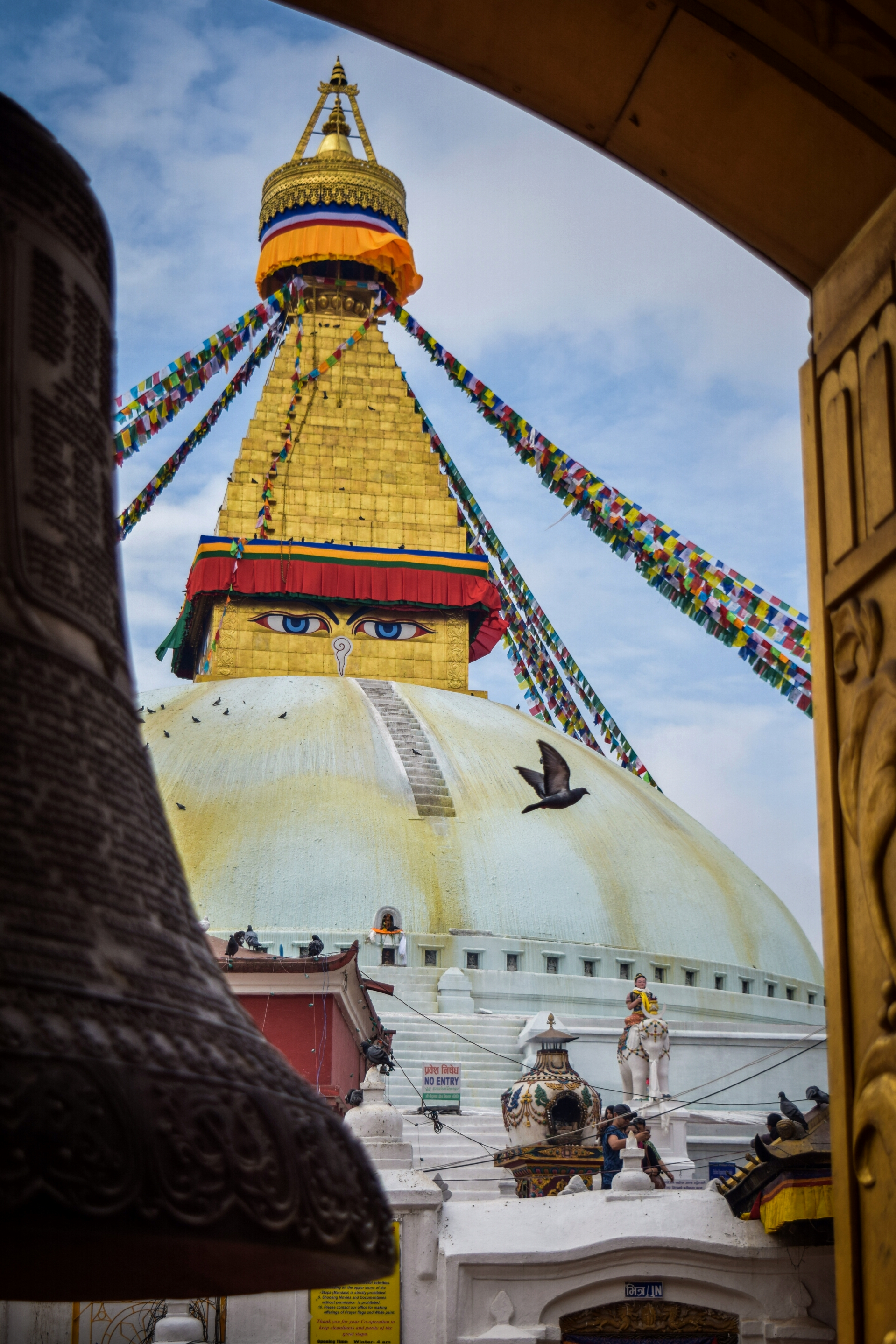
Le stūpa de Bodnath, site bouddhiste le plus vénéré de la vallée de Katmandou.

Cet article traite de l'histoire, de la diffusion et de l'importance du bouddhisme au Népal. Le bouddhisme est aujourd'hui la deuxième religion du pays, après l'hindouisme, principalement du fait des Tamangs. Environ 10 % de la population népalaise est bouddhiste, tendance en légère baisse.
Le bouddhisme au Népal est représenté depuis le règne d'Ashoka au IIIe siècle av. J.-C., et l'envoi de missionnaires indiens et tibétains. Les Kirantis semblent avoir été les premiers à se conformer aux enseignements du Bouddha historique, suivis par les Licchavi et les Newars. La tradition rapporte également que Siddhartha Gautama (bouddha historique) serait né en 563 av. J.-C. à Lumbini, au sein du royaume des Śākyas, aujourd'hui au Népal.
On observe spécifiquement au Népal un syncrétisme entre hindouisme et bouddhisme, au point qu'ils partagent certaines divinités et certains temples (le temple de Muktinath en est un exemple remarquable). En ce qui concerne les courants du bouddhisme en eux-mêmes, les branches newar, theravāda et tibétaine sont représentées.

## Généralités

### Particularités du bouddhisme népalais
Durant le règne d'Aṃsuvarmā, au VIIe siècle, la princesse népalaise Bhrikuti a joué un rôle déterminant dans la diffusion et le développement du bouddhisme au Tibet. L'architecture tibétaine bouddhiste a longtemps été influencée par des sculpteurs népalais, tels qu'Araniko.
Les textes bouddhiques sacrés dans le courant mahāyāna sont en majorité écrits en rañjanā, système d'écriture calligraphique népalais. Dans le bouddhisme népalais, neuf textes sont particulièrement considérés ; il s'agit des « neuf joyaux du Dharma », ou plus sobrement les neuf travaux (navagrantha), à savoir :
- Le Sūtra Aṣṭasāhasrikā Prajñāpāramitā ;
- Le Sūtra Gaṇḍavyūha ;
- Le Sūtra des Dix Marches ;
- Le Sūtra Samādhirāja ;
- Le Sūtra Laṅkāvatāra ;
- Le Sūtra du Lotus ;
- Le Sūtra Tathāgataguhya ;
- Le Sūtra Lalitavistara ;
- Le Sūtra de la Lumière Dorée.

### Rôle contemporain du tourisme
Chaque année, le Népal accueille environ 10 000 touristes venus visiter les sites de Bodnath et de Swayambhunath notamment,.

## Histoire

### Lumbini, lieu de naissance traditionnel du Bouddha (VIesiècleav. J.-C.)
La légende rapporte que le prince Siddhartha Gautama, qui deviendra par la suite le Bouddha historique, serait né au Népal, à Lumbini, probablement vers le VIe siècle av. J.-C. En effet, son nom Śākyamuni (littéralement « sage des Śākyas ») indique qu'il provient du clan des Śākyas, dont le territoire s'étendait sur l'actuel Uttar Pradesh en Inde, ainsi que sur le Terraï népalais.

Il est à noter que le clan Śākya est également présenté dans la littérature bouddhique comme l'origine de l'empereur Ashoka et des rois de Ceylan.

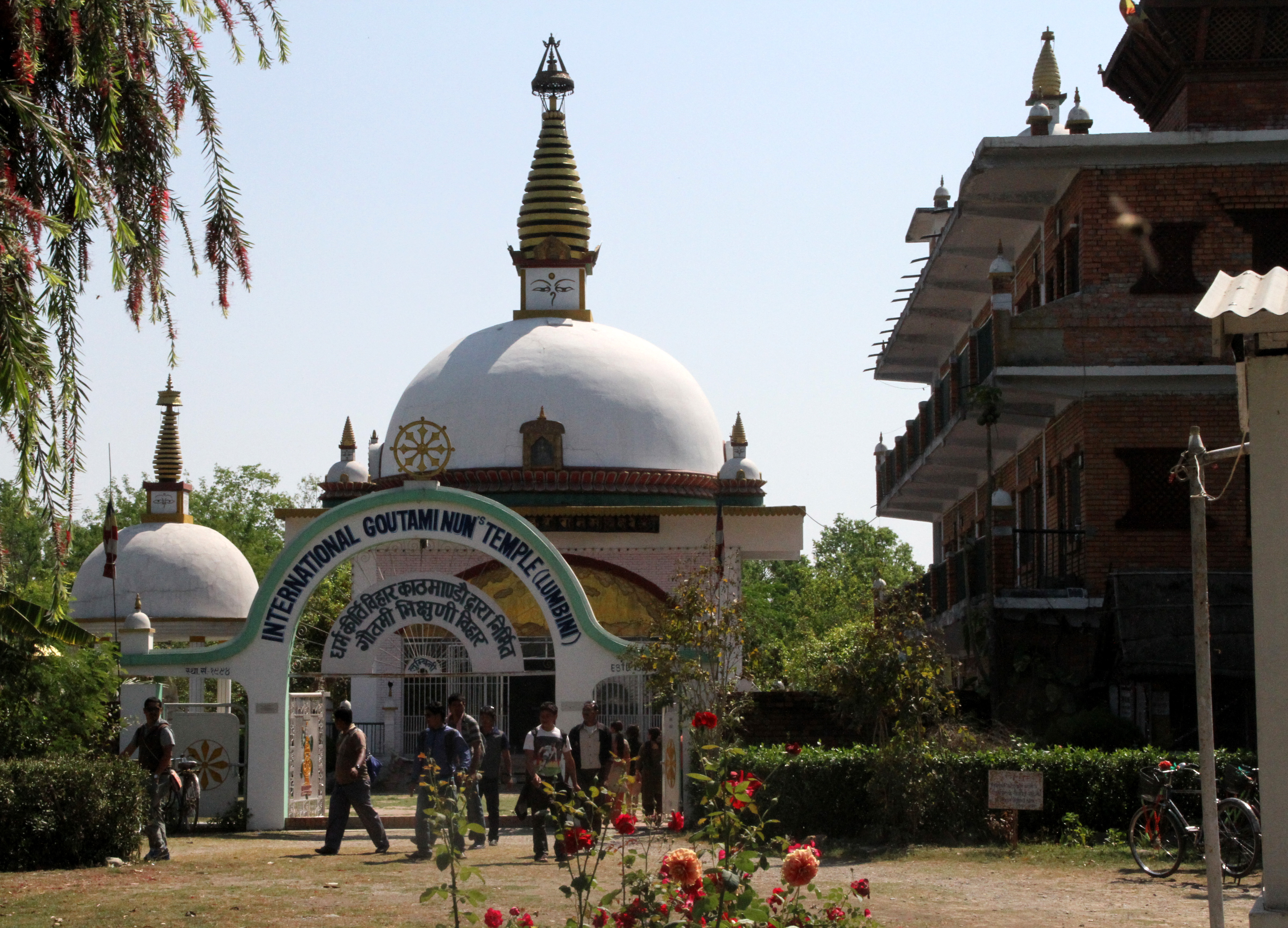
Temple de Lumbini, lieu de naissance du Bouddha historique.

### Le bouddhisme avant lesLicchavi: l'empreinte d'Ashoka
L'empereur Ashoka de l'empire maurya, au IIIe siècle av. J.-C., semble avoir érigé des piliers à Lumbini, lieu de naissance du Bouddha. Après le troisième concile, Ashoka envoie des missionnaires au Népal. La tradition voudrait que cet empereur ait aussi construit les quatre stūpas de Patan ; de même, sa fille, Charumati, aurait fondé le village de Chabahil, situé entre Katmandou et Bodnath.

### Sous les premiers Licchavi (de 400 à 750 ap. J.-C.): cultes et syncrétisme

#### Essor du bouddhisme comme de l'hindouisme
La période des Licchavi voit prospérer indifféremment le bouddhisme et l'hindouisme au Népal. Les meilleurs exemples de l'art bouddhiste de cette époque sont à trouver dans le bouddha à demi immergé de Pashupatinath, le Vishnou endormi de Budhanilkantha et la statue de Bouddha associée à diverses représentations de Vishnou à Changu Narayan.
Un texte bouddhique, le Manjushri mulakalpa, fait mention d'un roi du Népal mandala (soit ce qui serait l'actuelle vallée de Katmandou), Mānadeva Ier. Des chercheurs pensent que le Mulasarvastivadavinaya, qui comporte une mention similaire, fut rédigé durant le IIe siècle, et que le Manjushriulakalpa le fut à l'époque de Mānadeva, soit à la fin du Ve siècle. Le Svāyambhū Purāṇa, antique purāṇa bouddhiste, ainsi qu'une inscription de l'époque Licchavi font également référence au Népal mandala.
Des inscriptions bouddhistes, des chroniques et des sources tibétaines évoquent un petit nombre de divinités tantriques bouddhistes, comme Akshobhya, Amitābha, Vajrayogini, Vajrabhairava, Usnisavijaya et Samantabhadra. L'influence marquée de l'animisme conduit au culte de divinités bouddhistes telles que les Pancaraksas.
La tolérance religieuse et le syncrétisme ont été mis en exergue au cours de la période Licchavi. Le roi Mānadeva considéra tout autant les sites bouddhistes qu'hindous. Par conséquent, sa famille put trouver dans diverses croyances leur expression.

#### L'apparition des chaityas
Les cultes des chaityas ont également été introduits durant cette période. De nombreux sites antiques furent reconnus comme des chaityas majeurs, comme ceux de Swayambhunath, de Bodnath, de Katmandou, ainsi que les quatre stūpas dits d'Ashoka à Patan et deux cents pierres datant de la période Licchavi.
Il est possible que cette pratique, dans des manifestations antérieures, était reliée au culte de pierres remarquables, qui aurait pu prendre leur source chez les Kiratas habitant auparavant la vallée de Katmandou. Selon l'une des plus anciennes inscriptions Licchavi, le culte des chaityas se composait d'une déambulation autour du site et en l'offrande d'objets rituels tels que l'encens, de la poudre de couleur, des lampes à huile et des libations. Quelquefois, il pouvait même impliquer de redécorer un chaitya existant avec force peintures et motifs.

### L'âge d'or du bouddhisme du Népal au Tibet (de 600 à 1200)

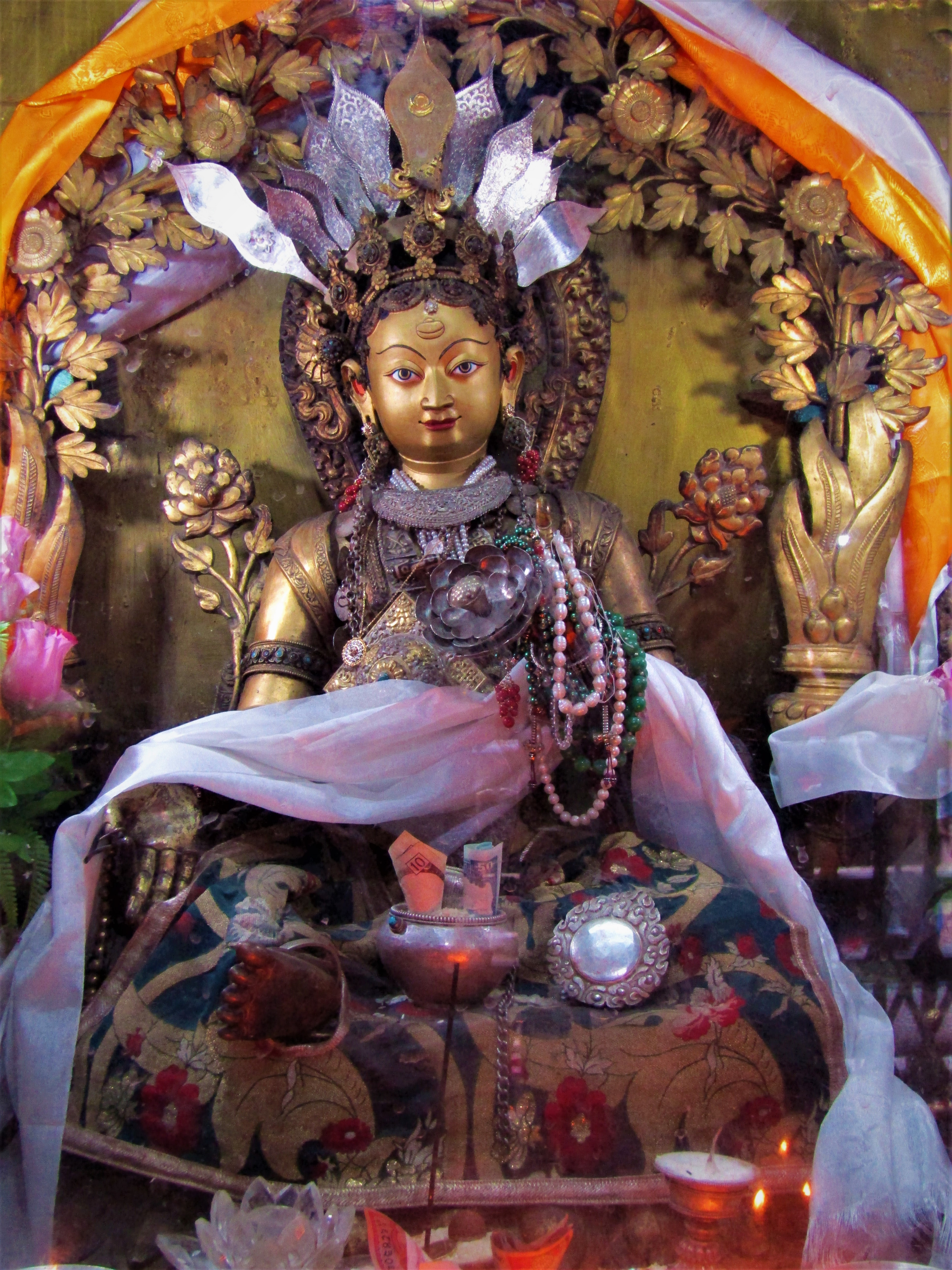
La princesse Licchavi Bhrikuti dans le temple de Patan.

Aṃsuvarmā, roi Licchavi du VIIe siècle, maria sa fille Bhrikuti au dirigeant du Tibet, le roi Songtsen Gampo. On crédite à cette dernière la diffusion du bouddhisme au Tibet. Elle est aussi considérée comme la réincarnation de la Tara verte, représenté dans de nombreux thangkas. Cet âge peut être perçu comme une période dorée pour le bouddhisme dans la région.

### Sous la dynastie Malla: fin du bouddhisme theravāda (de 1200 à 1769)
Sous les Malla, on peut remarquer un développement des paubhās, peintures religieuses des Newars. Pendant le règne de Jayasthiti Malla, les moines célibataires furent chassés du Népal, ce qui conduisit à l'introduction du mariage monacal dans le bouddhisme newar. De ce fait, le bouddhisme theravāda ne fut plus représenté au Népal jusqu'au XXe siècle.

### Déclin sous la dynastie Shah (de 1769 à 1846)
La dynastie Shah a connu le déclin du bouddhisme au Népal, qui s'est finalement confondu avec les pratiques hindoues. Au nord, le royaume Mustang dirigé par le bouddhiste Lopa et les Thakali ont vu l'épanouissement du bouddhisme vajrayāna (celui propre au Tibet).

### Bouddhisme sous la dynastieRānā(de 1846 à 1951)
Il est souvent admis que le bouddhisme newar moderne aurait, à cause de nombreux traits similaires avec l'hindouisme tantrique, été en grande partie absorbé par ce dernier. En réalité, le bouddhisme newar possède ses caractéristiques propres dans de nombreuses pratiques et formes artistiques. Au nord, les populations d'origine tibétaine perpétuent leurs pratiques propres, et ce particulièrement chez les Nyimbas. D'autre part, les Thakalis, connus pour leur rôle de première importance dans la société népalaise tout en conservant un bouddhisme tibétain, ont commencé à embrasser l'hindouisme également dans les années plus proches de nous.
Il est à remarquer que, durant le régime autocratique Rānā, plusieurs bouddhistes theravādas furent bannis du Népal, notamment en 1926 et en 1944, en réaction à un retour de cette branche dans les années 1920.
C'est également à cette époque qu'est redécouvert le site de Lumbini, lieu de naissance traditionnel du Bouddha historique.

## Démographie

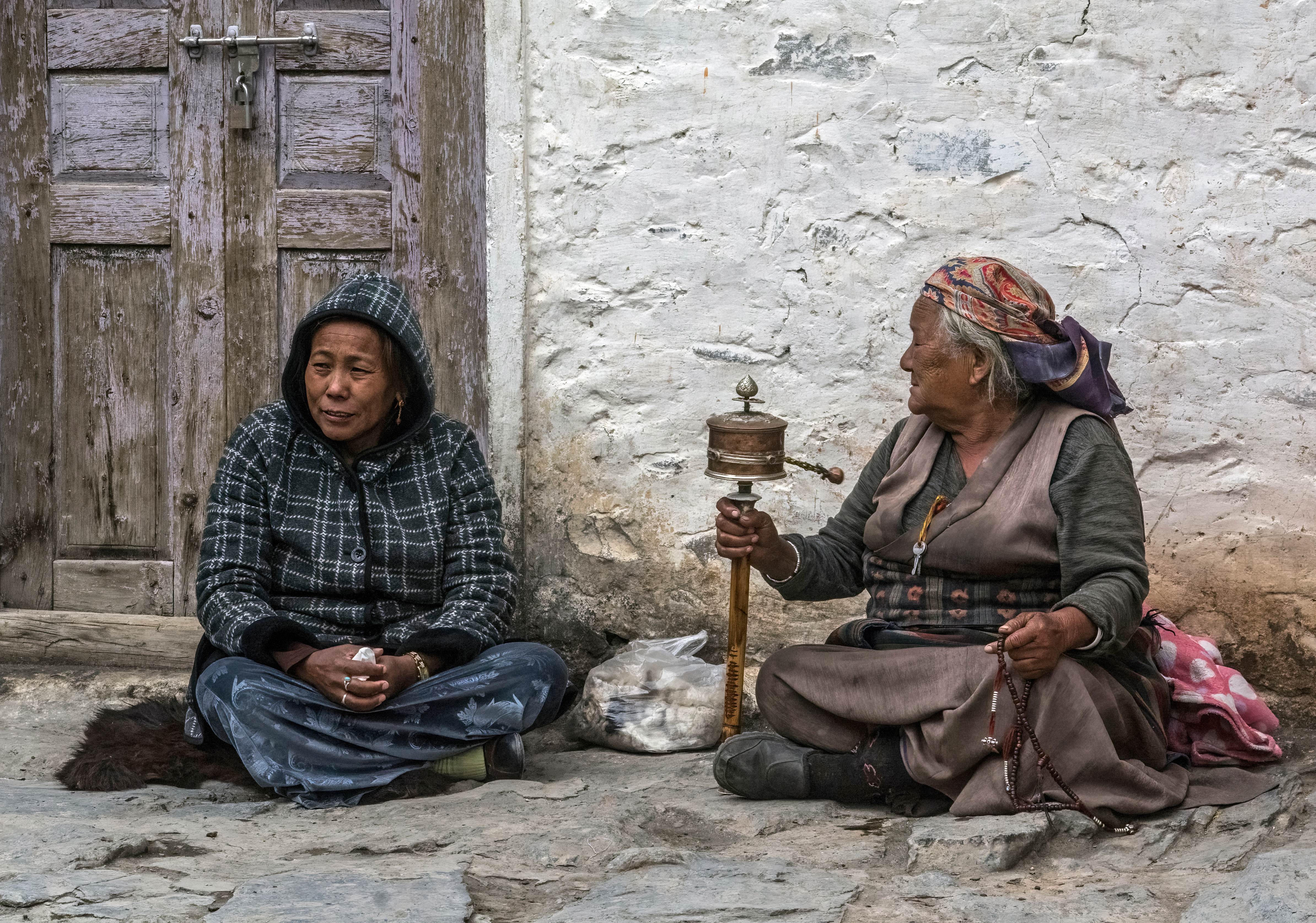
Femmes à la prière du soir au Népal. Elles utilisent un moulin à prières et une mâlâ. Mai 2018.

### Répartition sociale et syncrétisme
Au Népal, la majeure partie de la population est hindouiste. Le bouddhisme a néanmoins une importance affirmée dans la sphère culturelle, au point que de nombreux lieux de cultes soient partagés par les bouddhistes et les hindouistes. La distinction entre ces deux religions n'est donc pas toujours évidente au Népal, contrairement aux autres pays.
Au sein des locuteurs tibéto-birmans, le bouddhisme tibétain est la forme la plus répandue. Le bouddhisme newar est une forme du vajrayāna influencé par le theravāda. Plusieurs courants bouddhistes sont aussi marqués par des apports hindouistes. Le bouddhisme est ainsi la religion dominante des contrées quasi-vides d'hommes du nord du pays, où se trouvent les Sherpas, les Lopas, les Managis, les Thakalis, les Lhomis, les Dolpas et les Nyimbas.
Au centre du pays, les Gurungs, les Lepchas, les Tamangs, les Magars, les Newars, les Yakkhas, les Thamis, les Chhantyals et les Chepangs, comptant plus de population, sont également bouddhistes. Du fait de leur contact récurrent avec le système de castes hindou, certains d'entre eux sont allés jusqu'à adopter l'hindouisme et à se fondre dans cette société.
Les Kirantis, en particulier les Limbus et les Rais, ont eux aussi adopté des pratiques bouddhistes à leurs voisins. Les Jirels, considérés comme des Kirantis, en ont fait de même.

### Recensements
Depuis 2006, le Népal est un pays laïc, où toutes les religions sont regardées à égalité. Selon le recensement de 2011, les bouddhistes népalais se détaillent comme suit :
| Groupe ethnique | Recensement de 2001 (en %) | Population totale en 2011 | Bouddhistes recensés en 2011 | Part de bouddhistes en 2011 (en %) |
| --------------- | -------------------------- | ------------------------- | ---------------------------- | ---------------------------------- |
| Tamang          | 90,26                      | 1 539 830                 | 1 344 139                    | 87,29                              |
| Magar           | 24,47                      | 1 887 733                 | 340 608                      | 18,04                              |
| Gurung          | 69,03                      | 522 641                   | 327 813                      | 62,72                              |
| Newar           | 15,35                      | 1 321 933                 | 141 982                      | 10,74                              |
| Sherpa          | 92,83                      | 112 946                   | 111 068                      | 98,34                              |
| Bhote           | 59,40                      | 13 397                    | 13 173                       | 98,33                              |
| Ghale           | non recensé                | 22 881                    | 11 451                       | 50,05                              |
| Hyolmo          | 98,45                      | 10 752                    | 9 819                        | 91,32                              |
| Thakali         | 65,01                      | 13 215                    | 8 995                        | 68,17                              |
| Chhantyal       | 64,2                       | 11 810                    | 0                            | 0                                  |
| Jirel           | 87                         | 5 774                     | 0                            | 0                                  |
| Lepcha          | 88,8                       | 3 445                     | 0                            | 0                                  |
| Autres groupes  | 0,81                       | 21 028 147                | 87 051                       | 0,41                               |
| Total           | 10,74                      | 26 494 504                | 2 396 099                    | 9,04                               |

Durant la décennie 2001-2011, la population se déclarant bouddhiste a décru de 10,74 % à 9,04 %. Il est à noter qu'en 2011, aucun des Chhantyals, des Jirels et des Lepchas ne s'est déclaré bouddhiste. À titre de comparaison, en 1954, environ 700 000 bouddhistes étaient recensés.